# Komandorski Rezerwat Biosfery
Komandorski Rezerwat Biosfery (ros. Государственный природный биосферный заповедник «Командорский») – ścisły rezerwat przyrody (zapowiednik) w Kraju Kamczackim w Rosji. Znajduje się w rejonie aleuckim, a jego obszar wynosi 36 486,79 km² (w tym wody morskie 34 633 km²). Rezerwat został utworzony dekretem rządu Federacji Rosyjskiej z dnia 23 kwietnia 1993 roku. W 2002 roku otrzymał status rezerwatu biosfery UNESCO. W 2005 roku został wpisany na wstępną Listę Światowego Dziedzictwa UNESCO. Dyrekcja rezerwatu znajduje się w miejscowości Nikolskoje.

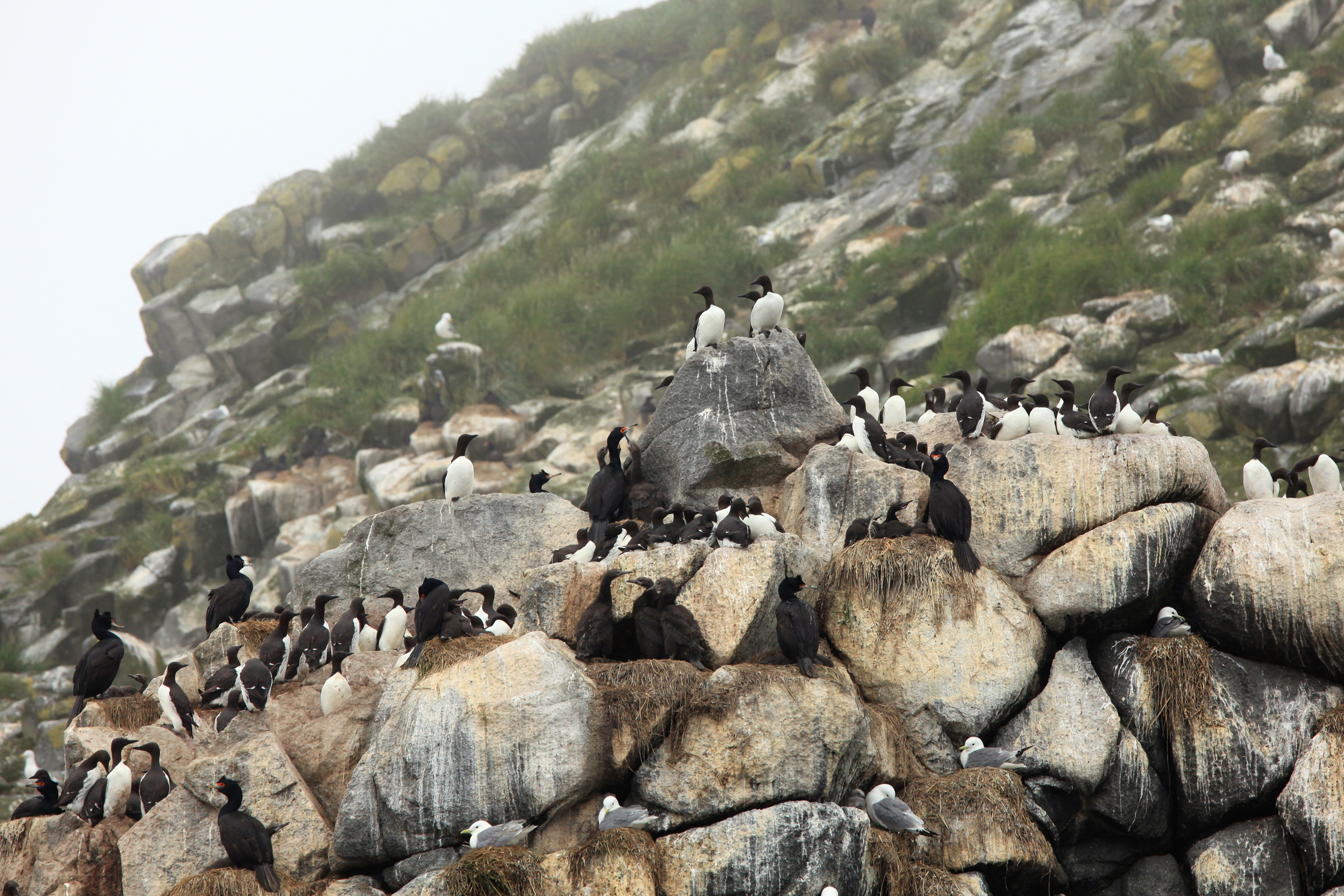
Kolonia ptaków na wyspie Arij Kamien´

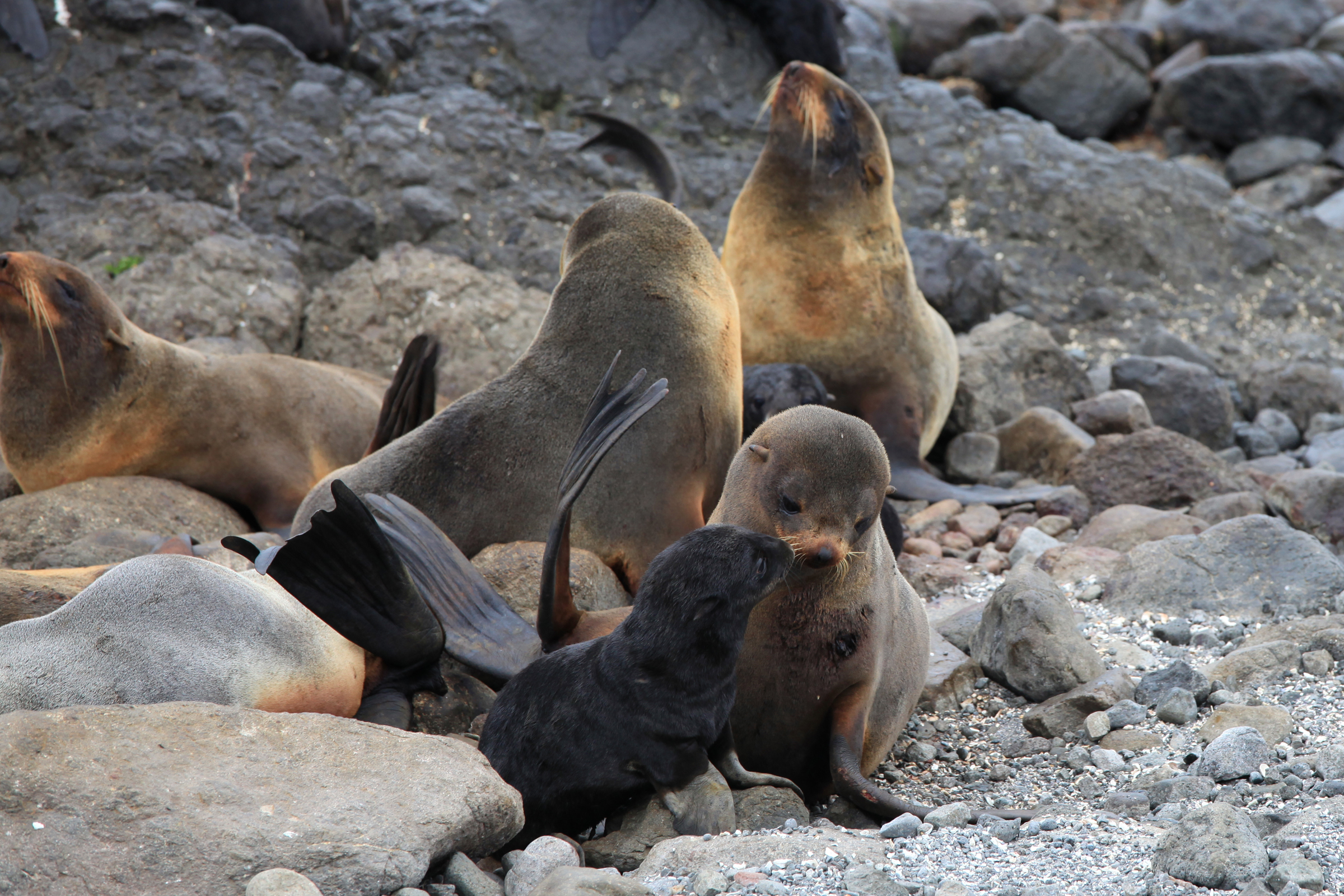
Koticzaki niedźwiedziowate

## Opis
Rezerwat znajduje się na Wyspach Komandorskich. Obejmuje dwie duże wyspy: Beringa i Miedzianą oraz dwie małe: Arij Kamien´ i Toporkow, a także przyległy do nich 30-milowy obszar morski.

## Flora
Wyspy są bezdrzewne i w większości pokrywa je tundra. Występują zarośla m.in. jałowca, sosny karłowej, wierzby, brzozy Ermana (do wysokości 1–2 m).

## Fauna
W rezerwacie i przyległym obszarze wodnym zarejestrowano 40 gatunków ssaków. Same wyspy są zamieszkane tylko przez jeden rodzimy gatunek – dwa endemiczne podgatunki lisa polarnego (beringensis na Wyspie Beringa i semenovi na Wyspie Miedzianej). Reszta to ssaki morskie (wydra morska, płetwonogie i walenie).
Występują tu wszystkie gatunki płetwonogich północnego Pacyfiku, takie jak słonie morskie czy uchatki grzywiaste. Żyje tu 21 gatunków waleni. Są to m.in. dziobogłowiec północny, kaszalot, orka oceaniczna, morświniec białopłetwy, humbak, płetwal karłowaty, dziobowal szablozębny i waleń japoński.
Rezerwat jest miejscem masowego gniazdowania ptaków. Na wyspach gniazdują m.in. białozory, sokoły wędrowne i rzadkie gatunki mew: mewy lodowe, mewy krótkodziobe.